# BRDC International Trophy 1966
BRDC International Trophy 1966 je bila neprvenstvena dirka Formule 1 v sezoni 1966. Odvijala se je 14. maja 1966.

## Dirka
| Poz | Dirkač         | Konstruktor     | Čas/Odstop. | Št. mesto |
| --- | -------------- | --------------- | ----------- | --------- |
| 1   | Jack Brabham   | Repco-Brabham   | 52:57.6     | 1         |
| 2   | John Surtees   | Ferrari         | + 7.4 s     | 2         |
| 3   | Jo Bonnier     | Cooper-Maserati |             | 6         |
| 4   | Denny Hulme    | Brabham-Climax  |             | 5         |
| 5   | Jochen Rindt   | Cooper-Maserati | +1 krog     | 3         |
| 6   | John Taylor    | Brabham-BRM     | +2 kroga    | 10        |
| 7   | Bob Anderson   | Brabham-Climax  | +3 krogi    | 9         |
| 8   | Paul Hawkins   | Lotus-Climax    | +4 krogi    | 13        |
| 9   | Vic Wilson     | BRM             | +11 krogov  | 11        |
| Ods | Jo Siffert     | Cooper-Maserati |             | 14        |
| Ods | Richie Ginther | Cooper-Maserati | Pregrevanje | 8         |
| Ods | Mike Spence    | Lotus-BRM       | Motor       | 4         |
| Ods | Guy Ligier     | Cooper-Maserati |             | (12)      |